# کوسه آب شیرین شمالی
کوسه آب شیرین شمالی (نام علمی: Glyphis garricki) نام یک گونه از تیره کوسه‌ماهیان درنده است.